# Старый ботанический сад (Мюнхен)

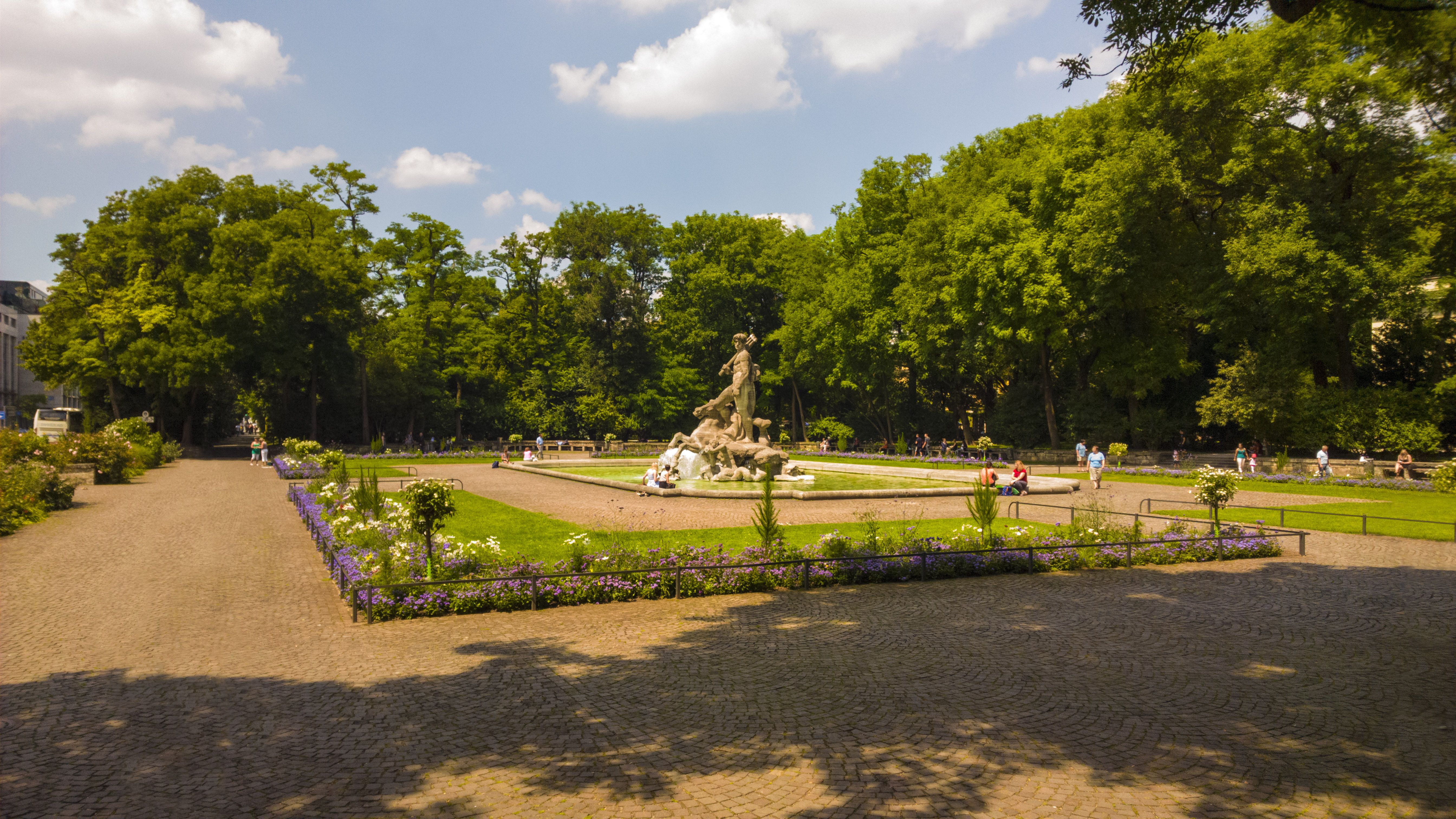
Фонтан «Нептун» в Старом ботаническом саду в Мюнхене

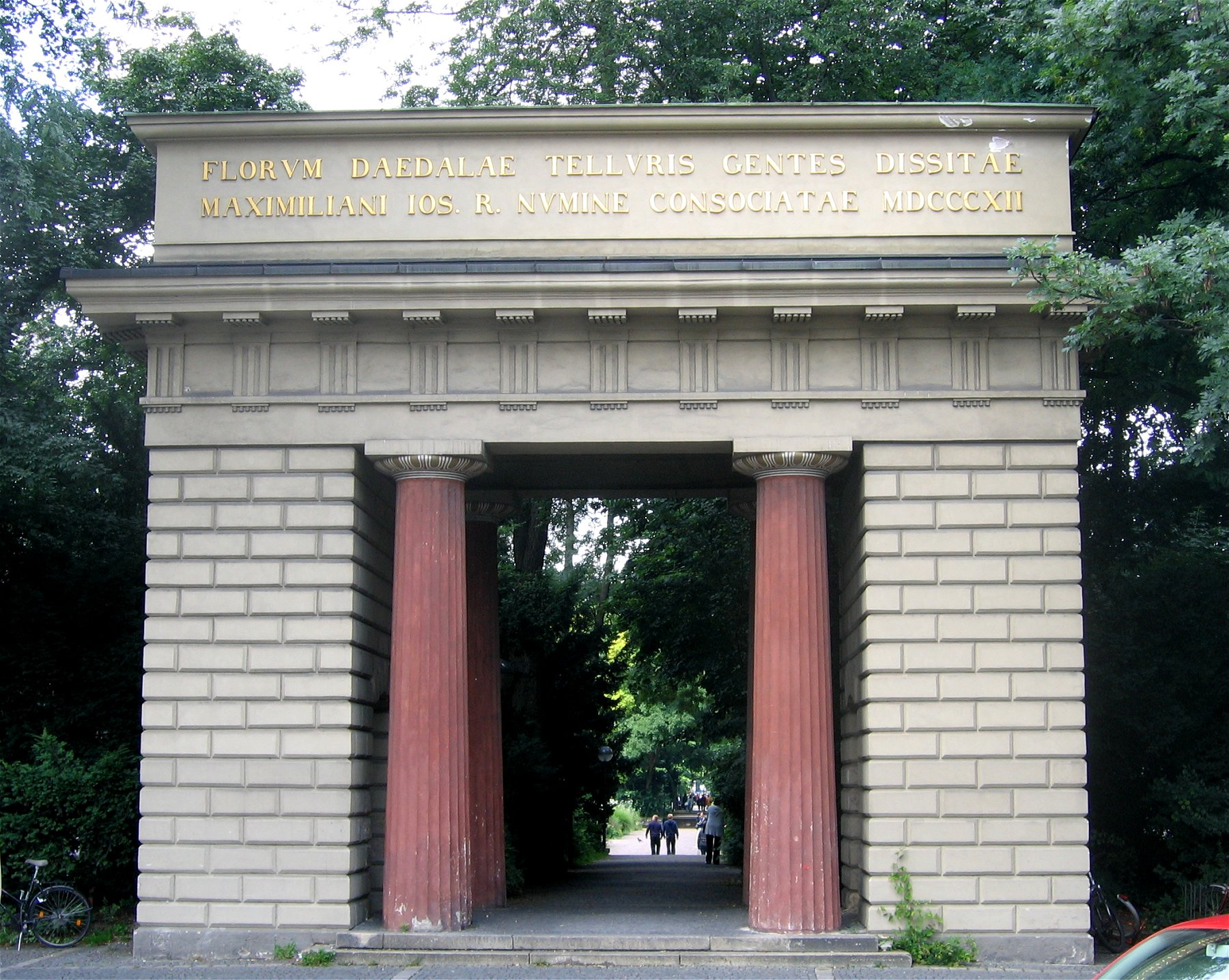
Вход в парк с площади Ленбахплац

Старый ботанический сад (нем. Alter Botanischer Garten) — парк у площади Ленбахплац в Мюнхене. Общая площадь парка составляет около 4 га. О некогда существовавшем на месте парка ботаническом саде в настоящее время напоминают только классицистские ворота со строками Гёте на латыни и многочисленные экзотические деревья. Ботанический сад был обустроен в 1804—1812 годах по проекту ландшафтного архитектора Фридриха Людвига фон Скелля и открылся 23 мая 1812 года. В 1854 году у северного края ботанического сада для проведения Первой общегерманской промышленной выставки было возведено здание Стеклянного дворца, уничтоженного пожаром в 1931 году. В 1931—1933 годах на месте выгоревшего дворца функционировал каток, на котором даже проводились соревнования чемпионата Германии по хоккею. К 1914 году в Мюнхене появился новый ботанический сад в Нимфенбурге, и старый ботанический сад по эскизам Пауля Людвига Трооста и проекту архитектора Освальда Бибера и скульптора Йозефа Ваккерле был превращён в парк, в котором появились фонтан «Нептун» и кофейня в эклектическом стиле, нынешнее здание «Парк Кафе».